# Bouillargues
Bouillargues ist eine französische Gemeinde mit 6119 Einwohnern (Stand 1. Januar 2022) im Département Gard der Region Okzitanien.

## Geografie
Die Gemeinde liegt 7,6 Kilometer vom Zentrum von Nîmes, 54 Kilometer von Avignon und 59 Kilometer von Montpellier entfernt. Zwei wichtige Verkehrsachsen, die N113 und die D135, kreuzen sich in Bouillargues.

## Geschichte
Während der Hugenottenkriege im 16. Jahrhundert wechselte das Dorf mehrmals den Besitzer. Am 12. Oktober 1572 schlugen die Katholiken zurück, nachdem die Calvinisten in der Region immer mehr Einfluss gewonnen hatten. Dabei wurde die Kirche zerstört und 1654 wieder aufgebaut. Zur gleichen Zeit errichteten die Hugenotten, die noch die Hälfte der Bevölkerung stellten, ein Gotteshaus. Am 22. Dezember 1663 wurde der Abriss befohlen. 1757 wurde der Baron von Manduel Herrscher über das Dorf. Am 15. März 1790 erhielt das Dorf offiziell den Status einer Gemeinde. Die Weiler Garons, Caissargues und Rodilhan wurden ihr angeschlossen. 1836 wurde Garons selbständig, 1904 folgte Caissargues. Rodilhan wurde 1961 von Bouillargues getrennt. Die Gemeinde ist ein wichtiger Getreideproduzent.
Madeleine Brès, die erste französische Ärztin, wurde 1842 in Bouillargues geboren.

## Kultur und Sehenswürdigkeiten

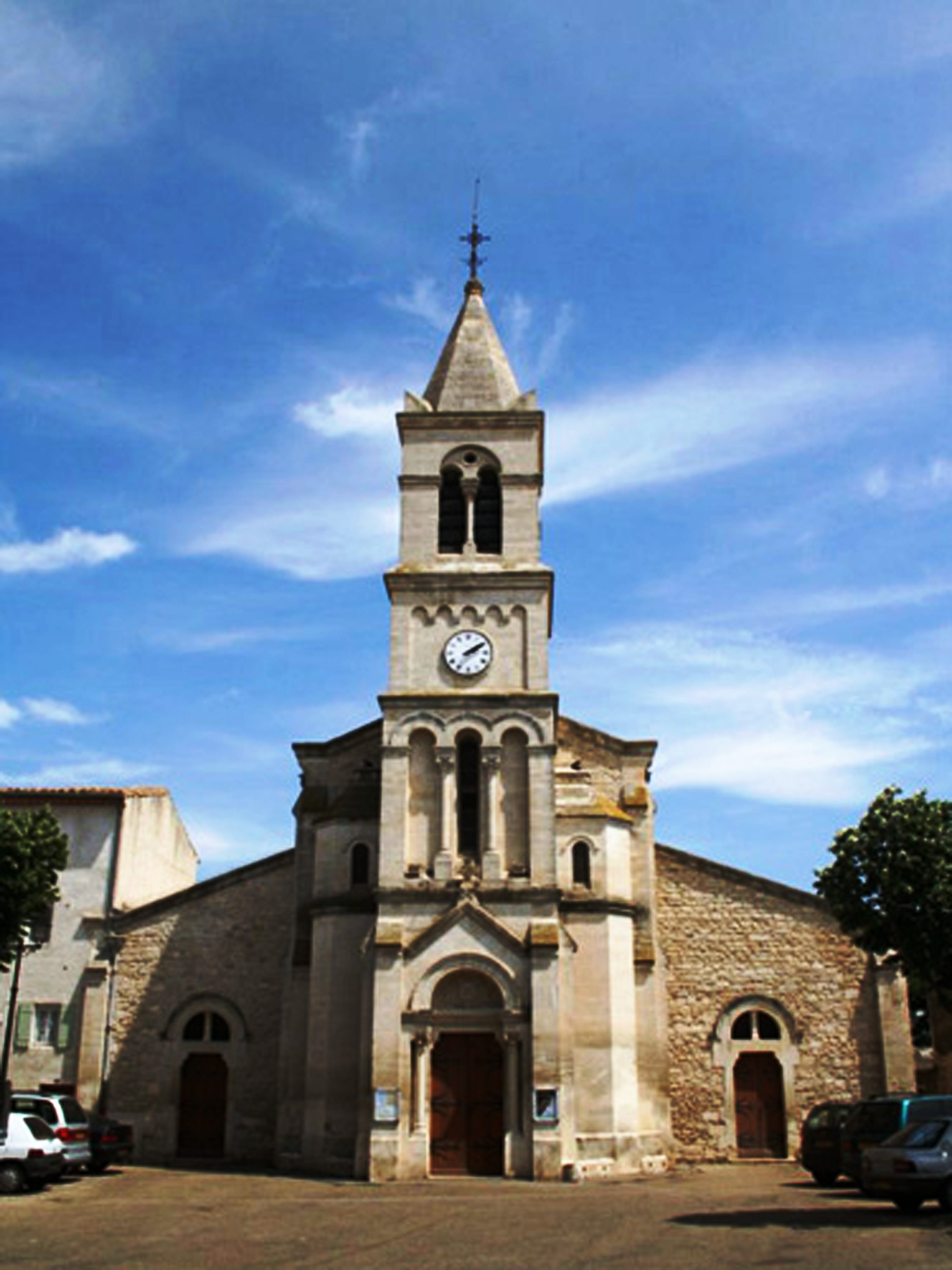
Kirche Saint-Félix

- Rathaus (Mairie)
- Kirche Saint-Félix

## Bevölkerungsentwicklung
| Jahr      | 1962 | 1968 | 1975 | 1982 | 1990 | 1999 | 2008 | 2017 |
| Einwohner | 1520 | 1935 | 2853 | 3720 | 4336 | 5253 | 5805 | 6328 |